# 파리 해방
파리 해방(프랑스어: Libération de Paris)은 1944년 8월 19일부터 독일군 수비대가 프랑스 수도에 항복한 8월 25일까지 지속된 제2차 세계 대전의 전투이다. 파리는 1940년 6월 22일 휴전 협정 이후 나치 독일이 점령하고 있었으며, 이후 국방군이 프랑스 북서부를 점령했다.
파리 해방은 프랑스 국내군이 조지 S. 패튼 장군이 이끄는 미국 제3군의 접근에 맞서 파리 내 독일군 거점을 상대로 봉기를 일으키면서 시작되었다. 8월 24일 밤, 필리프 르클레르 드 오트클로크 장군이 이끄는 제2기갑사단 소속 일부 부대가 파리로 진격하여 자정 직전 파리 시청사에 당도하였다. 다음 날 아침인 8월 25일, 제2기갑사단의 주력 부대와 미국 제4보병사단 및 기타 연합군 부대가 도시로 진입했다. 파리 주둔 독일군 사령관이자 파리 군정 총독이었던 디트리히 폰 콜티츠는 새로 설립된 프랑스군 사령부인 르 뫼리스 호텔에서 프랑스군에 항복했다. 프랑스 육군의 샤를 드골 장군은 도시의 통수권을 맡기 위해 도착하여 프랑스 공화국 임시정부의 수장이 되었다.

## 배경

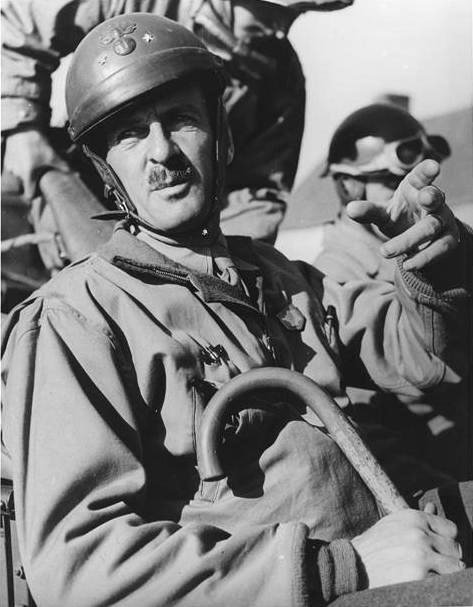
자유 프랑스의 유명한 장군 중 하나인 필리프 르클레르.

연합군의 전략은 라인강 쪽으로 후퇴하는 독일군의 전력을 파괴시키는 데 있었다. 오버로드 작전의 마지막 단계인 팔레즈 포위전 (8월 12일~21일)이 아직 진행 중이었고, 당시 연합국 원정군 최고사령부의 총사령관이었던 드와이트 D. 아이젠하워는 파리 해방을 주요 목적으로 여기지 않았다. 미국과 영국군의 목표는 독일군을 격파하고 유럽에서 제2차 세계 대전을 끝내어 연합군이 모든 노력을 태평양 전선에 집중할 수 있도록 하는 것이었다.
프랑스 레지스탕스는 8월 15일 파리에서 독일군에 맞서 봉기하기 시작했지만, 연합군은 여전히 독일군을 라인강 쪽으로 밀어붙이고 있었고 파리 해방을 위한 전투에 휘말리고 싶어 하지 않았다. 연합군은 파리를 점령하기에는 너무 이르다고 생각했다. 그들은 아돌프 히틀러가 연합군 공격 시 도심을 완전히 파괴하라고 독일군에 명령했다는 것을 알고 있었다. 파리는 문화적, 역사적으로 너무나 큰 가치가 있어 파괴될 위험을 감수할 수 없다고 여겨졌다. 그들은 또한 스탈린그라드 전투와 같은 길고 지루한 소모전을 피하고 싶어 했다. 또한 포위전이 발생할 경우, 파리 해방 후 인구를 부양하기 위해 하루 4,000톤의 식량과 상당량의 건축 자재, 인력, 공학 기술이 필요할 것으로 추정되었다. 기본적인 공공시설을 복구하고 교통 시스템을 재건해야 했다. 이 모든 보급품은 전쟁 노력의 다른 분야에서도 필요했다.
드골은 연합군 점령지 군사 정부가 프랑스에 군사 통치를 시행할 것을 우려했다. 이 행정부는 미국 합동참모본부가 계획했고 프랭클린 루스벨트 미국 대통령이 승인했지만, 아이젠하워는 반대했다. 그럼에도 불구하고 드골은 프랑스 레지스탕스가 독일 점령군에 맞서 봉기했다는 것을 알게 되자, 바르샤바 봉기 중 폴란드 레지스탕스에 벌어진 것처럼 동포들이 학살당하는 것을 좌시할 수 없었기에 즉각적인 전면 공격을 요청했다. 그는 아이젠하워가 승인을 부당하게 지연시킬 경우 프랑스 제2기갑사단 (2e DB)을 분리하여 SHAEF의 지휘 계통을 무시하고 파리의 독일군을 단독으로 공격하라고 명령할 것이라고 위협했다.

### 선행 사건 (1944년 8월 15일~19일)

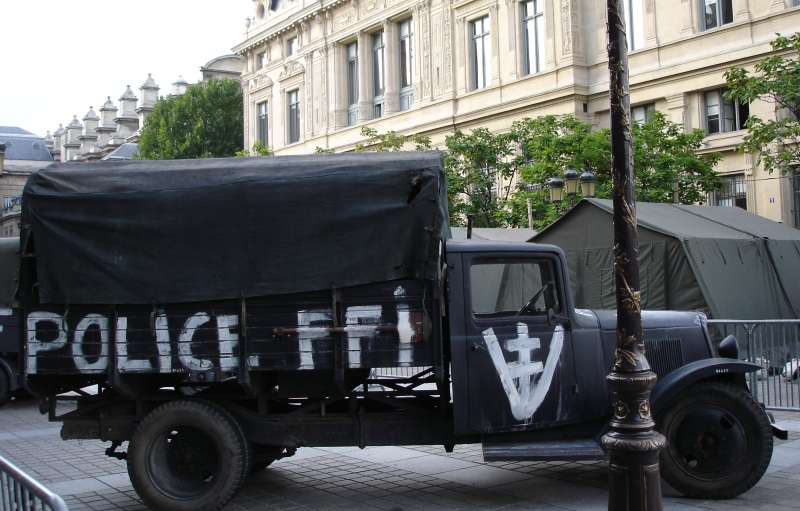
FFI와 승리의 V 표시가 그려진 트럭

8월 15일, 파리 북동부 외곽인 팡탱에서 정치범 1,654명(이 중 168명의 연합군 공군 병사 포함)과 여성 546명이 부헨발트(남성)와 라벤스브뤼크(여성)로 가는 마지막 독일행 수송대에 실려 보내졌다. 팡탱은 독일군이 1940년 6월 수도에 진입했던 파리 지역이었다.
같은 날, 파리 메트로, 헌병대, 경찰 직원들이 파업에 들어갔고, 다음 날에는 우체국 직원들도 동참했다. 곧이어 도시 전역의 노동자들이 합류하여 8월 18일 총파업이 발생했다.
8월 16일, 35명의 젊은 FFI 대원들이 게슈타포 요원의 배신으로 불로뉴 숲의 그랑 카스카드 근처 비밀 회의에서 총살당했다.
8월 17일, 독일군이 도시 곳곳의 전략적 지점에 폭발물을 설치하고 있다는 우려가 커지자, 시의회 의장인 피에르 타탱제는 파리 군사 총독 디트리히 폰 콜티츠와 만났다. 콜티츠가 연합군의 진격을 최대한 늦출 생각이라고 말하자, 타탱제와 스웨덴 영사 라울 노들링은 콜티츠에게 파리를 파괴하지 말라고 설득하려 했다.

## 파리 전투

### FFI 봉기 (8월 19일~23일)

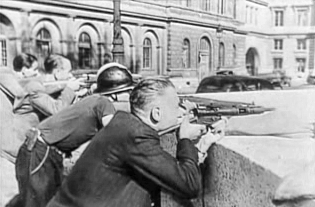
8월 19일의 FFI 봉기. 한 저격수는 아드리안 헬멧을 쓰고 있다.

노르망디 상륙 이후 연합군이 프랑스 지역을 재빠르게 탈환하기 시작하자 독일군은 고립되거나 철수를 시작하며 모든 친독일계 경찰들은 거리에서 사라졌다. 몇몇 반독일 시위가 일어났고, 무장한 레지스탕스 대원들이 활발히 일어났다. 사기가 떨어진 독일군은 대응하지 않았다. 이로써 지역적인 중앙적 지시 없이 경찰서, 마을 회관, 공공기관, 신문사, 그리고 드 빌 호텔에서 활동 중이던 프랑스 국내군은 더욱 활발해지기 시작했다. 파리에는 약 20,000명의 레지스탕스 대원들이 있었지만, 거의 대부분이 무장을 하지 않은 상태였다. 그럼에도 불구하고, 그들은 도로 표지판을 파괴하고, 독일 병사들의 자동차 바퀴를 구멍냈으며 통신선을 두절했고, 정유소를 폭발시켰으며, 고립된 독일 병사들을 공격했다. 그러나 부적절하게 무장되어 있었기 때문에 프랑스 레지스탕스 대원들은 전쟁을 하기를 두려워했다. 그것을 피하기 위해 레지스탕스 대원들은 스웨덴의 라울 노들링에게 독일군 담당자와 파리 주둔군 사령관이었던 디트리히 폰 콜티츠와의 협상을 원했다. 8월 19일 이들은 협상을 계속 이어갔다. 레지스탕스군은 서열이 모호했고, 콜티츠는 파리의 일부분을 레지스탕스 대원에게 넘기기로 협의했다. 레지스탕스 대원은 특정 지역에 독일군이 주둔하는 것을 만족스러워하지 않았다. 그러나 경계가 모호한 상황이었고 독일군과 레지스탕스 대원 둘 다 그들의 구역을 명확히 인식하지 못하고 있었다. 휴전은 8월 24일에 발족한 후 독일군은 대부분 파리에
철수하거나 전투를 중지하였으며 다음날 8월 25일경 진격하던 연합군은 파리로 입성했다.

### 연합군의 파리 진입 (8월 24일~25일)
8월 24일, 전투와 열악한 도로 사정으로 인해 제2기갑사단이 지연되자 자유 프랑스군 장군 르클레르은 직속 상관인 미국 제5군단 사령관 레너드 T. 게로 소장의 명령을 불복하고 파리로 선봉대를 파견하며 다음 날 전 사단이 도착할 것이라는 메시지를 전달했다. 제2기갑사단은 미국 M4 셔먼 전차, 하프트랙, 트럭으로 무장했으며, 르클레르가 선택한 선봉대는 차드 연대 9중대였다. 이들은 프랑스 지휘 하의 160명 중 146명이 스페인 공화주의자였기 때문에 라 누베("아홉"이라는 스페인어)라는 별명을 얻었다. 9중대장 레몽 드론 대위는 아모 그라넬에 이어 파리에 진입한 두 번째 연합군 장교이자 수도에 재진입한 첫 번째 프랑스 장교가 되었다.
9중대는 포르테 디탈리아를 통해 파리 중심부로 진입하여 오후 9시 22분에 오텔 드 빌에 도착했다. 시청 광장에 진입하자 하프트랙 "에브로"는 독일군 소총수와 기관총 부대에 첫 발포를 했다. 민간인들은 거리로 나와 "라 마르세예즈"를 불렀고, 피에르 셰페르는 라디오 디퓨전 나시오날 방송에서 제2기갑사단의 도착 소식을 알린 후 이를 틀었다. 셰페르는 듣고 있는 사제들에게 교회 종을 울려달라고 요청했고, 노트르담 대성당과 몽마르트르의 사크레쾨르 대성당을 포함한 교회들이 참여했으며, 이들의 종 중에는 프랑스에서 가장 큰 종인 사부아르드(부르동)가 포함되어 있다. 드론은 나중에 폰 콜티츠의 지휘소로 가서 독일군의 항복을 요청했다.
레이먼드 바턴이 지휘하는 미국 제4보병사단도 다음 날 새벽 포르테 디탈리아를 통해 진입했다. 선두의 미군 연대들은 프랑스 제2기갑사단의 우측 측면을 엄호하며 바스티유 광장에서 동쪽으로 방향을 틀어 다우메닐 거리를 따라 뱅센 숲을 향해 나아갔다. 오후에는 영국 제30 돌격부대가 포르트 도를레앙으로 진입하여 중요한 정보를 얻기 위해 건물을 수색한 후, 카를 되니츠 제독의 옛 본부였던 뮤에트 성을 점령했다.
최종 항복을 기다리면서 9중대는 하원, 호텔 마제스틱, 그리고 콩코르드 광장을 공격했다.
전투가 막바지에 이르자, 레지스탕스 부대들은 몽틀레리와 같은 교외 마을에 숨어 있던 연합군 공군 병사들과 다른 병력들을 파리 중심부로 데려왔다.

### 독일군 항복 (8월 25일)

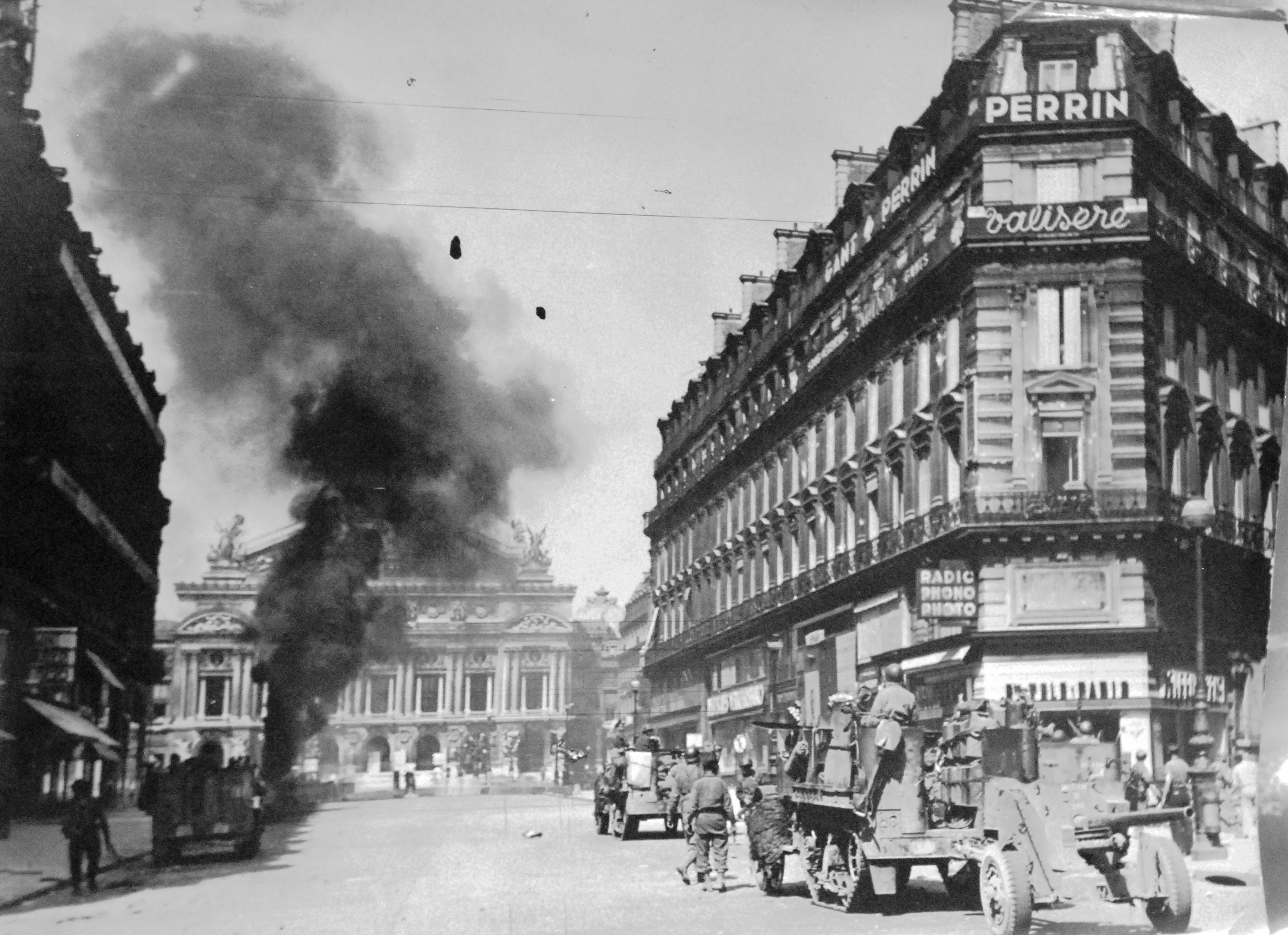
8월 25일 – 오페라 가르니에 앞에서 싸우는 제2기갑사단(르클레르)의 장갑차들. 한 독일 전차가 불타고 있다.

히틀러가 프랑스 수도는 "완전히 파괴된 채로만 적의 손에 넘어가야 한다"고 반복적으로 명령했음에도 불구하고, 폭격과 교량 폭파를 통해 이를 달성하라고 했음에도 불구하고, 독일군 주둔군 사령관이자 파리 군정 총독인 콜티츠는 오후 3시 30분 호텔 뫼리스에서 항복했다. 그는 이후 파리 경찰청으로 이동하여 공식 항복 문서에 서명했고, 이어서 르클레르 장군이 지휘소를 설치한 몽파르나스역으로 가서 파리 주둔 독일군의 항복 문서에 서명했다.

### 드골의 연설 (8월 25일)

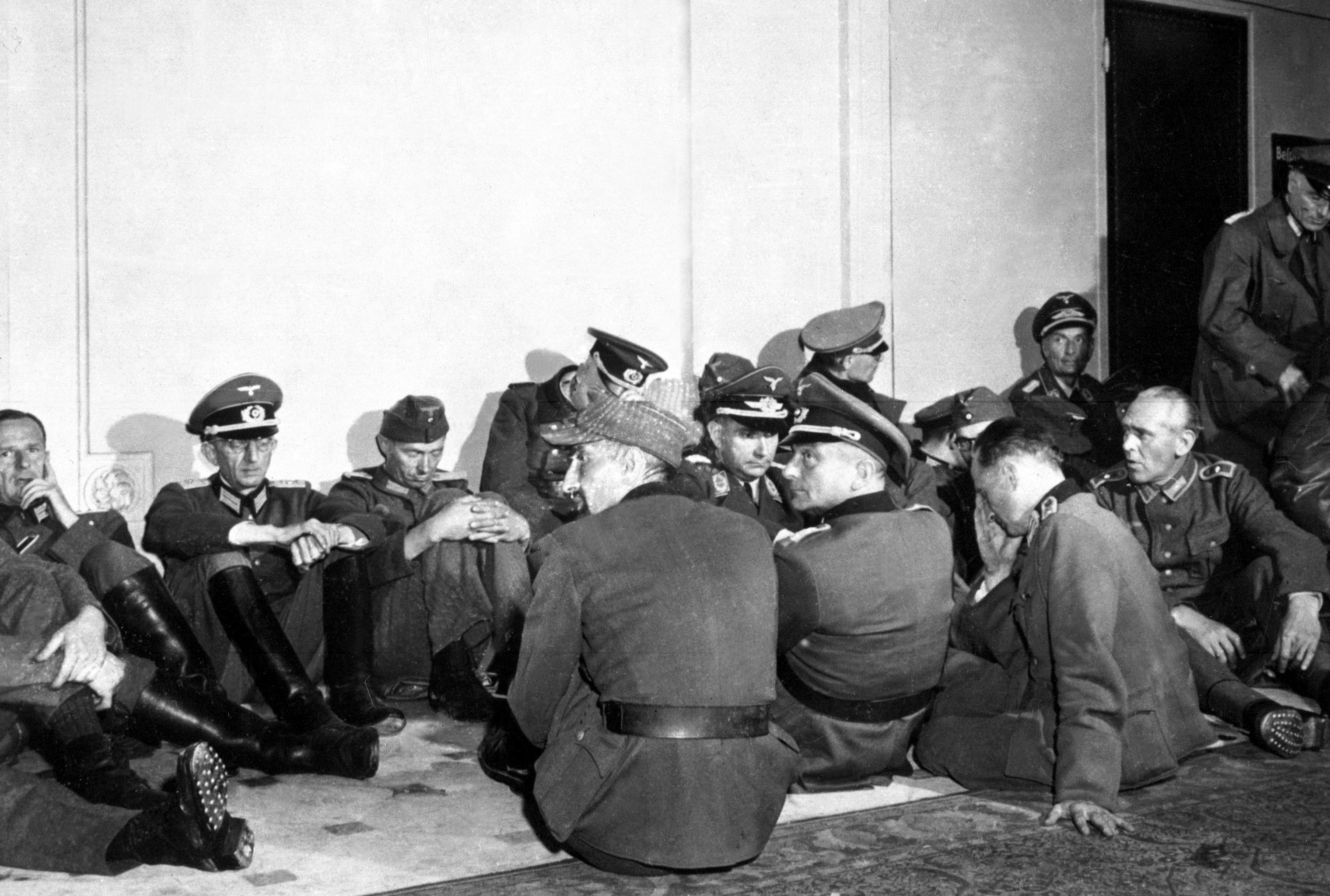
호텔 마제스틱의 독일군 포로들,
프랑스 주둔 독일군 최고 사령부 본부. 그들은 오직 군인에게만 포로가 되기를 요청했고, 2e DB의 자크 마쉬 대대장에게 항복했다.

독일군이 항복한 같은 날, 프랑스 공화국 임시정부 대통령인 드골은 생도미니크 거리의 전쟁부로 돌아왔다가 오텔 드 빌에서 연설을 했는데, 이 연설은 방송으로도 송출되었다. 그의 연설은 파리가 프랑스군의 도움을 받아 스스로 해방되었다고 선언하며, 바턴의 제4보병사단이 전투에서 수행한 역할을 의도적으로 축소했고, 비시 정권은 거짓 프랑스라고 일축했다.
인용 틀이 비었음 (도움말)

### 승리 행진 (8월 26일, 29일)
드골의 연설 다음 날, 그는 샹젤리제 거리를 행진했고 그 뒤로 르클레르의 프랑스 제2기갑사단이 행진했다.
드골은 프랑스 부대가 파리 해방을 이끌도록 요청했고, 연합군 최고 사령부는 자유 프랑스군의 3분의 2가 흑인 식민지 병사였기 때문에 선택된 부대에 흑인 또는 비백인 병사가 포함되지 않는다는 조건으로 이에 동의했다. 제2기갑사단은 프랑스 부대 중 유일하게 백인이 대다수인 부대였기 때문에 퍼레이드에 선택되었다. 사단 내 비백인 병사들, 주로 모로코인과 알제리인들로 구성된 이들은 사단 병력의 약 4분의 1을 차지했는데, 다른 부대의 백인 병사들과 북아프리카 및 시리아 출신의 밝은 피부색을 가진 병사들로 대체되었다.
행진은 서쪽 끝 에투알 개선문에서 시작되었고, 드골은 프랑스 무명 용사의 묘에서 영원한 불꽃을 다시 밝혔다. 이 행진을 본 사람은 2백만 명에 달할 것으로 추정되며, 1998년 프랑스가 처음으로 FIFA 월드컵을 개최했을 때까지 샹젤리제 거리에서 이런 군중과 장면은 다시 볼 수 없었다고 보고되었다.
몇몇 독일군 저격수들은 여전히 활동 중이었고, 크리용 호텔 지역의 옥상에서 드골이 콩코르드 광장으로 진입하는 동안 군중을 향해 총을 쏘았다.

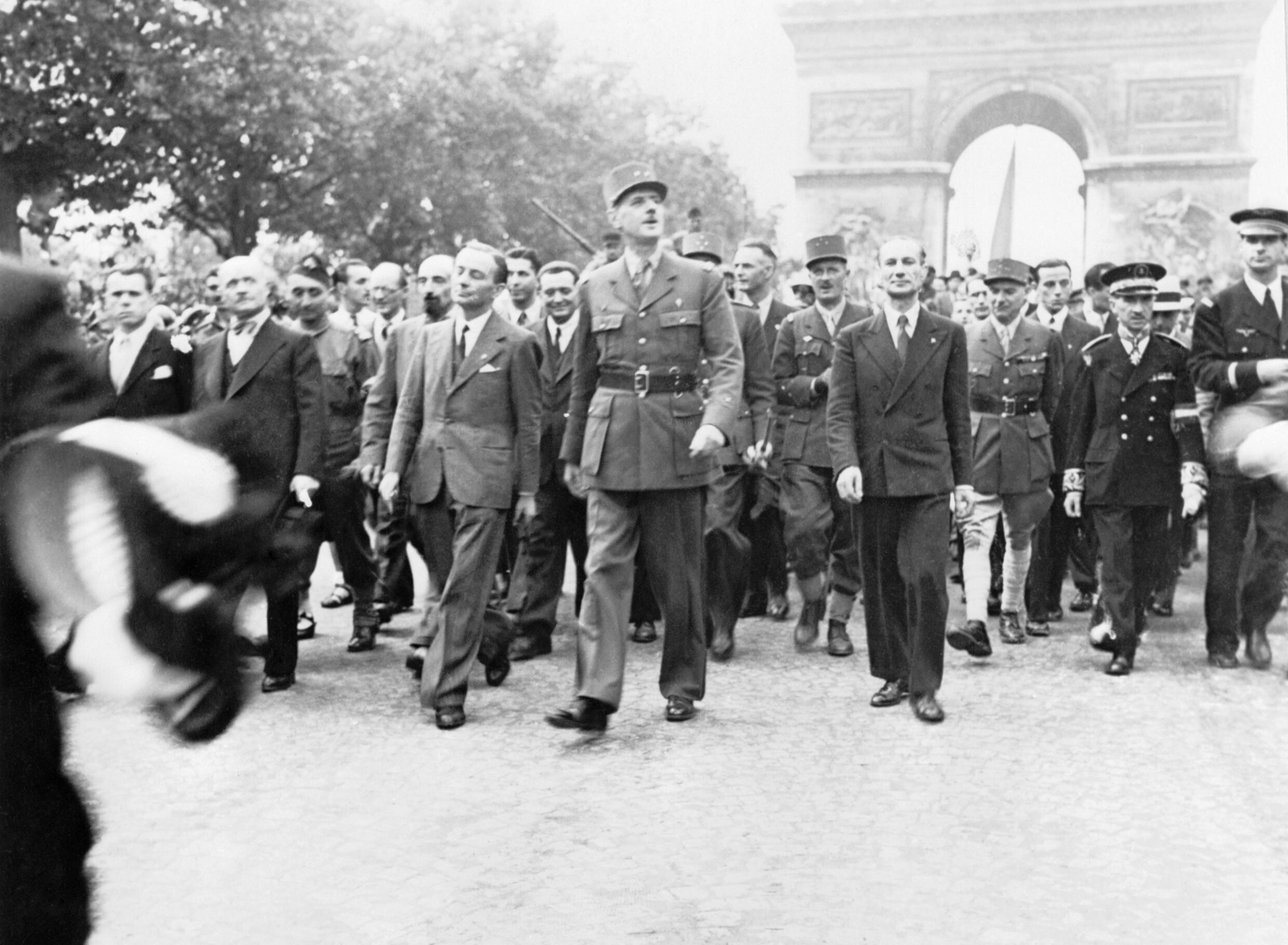
1944년 8월 26일, 파리 해방 후 테 데움 의식을 위해 개선문에서 노트르담 대성당으로 향하는 샤를 드골 장군과 그의 일행.
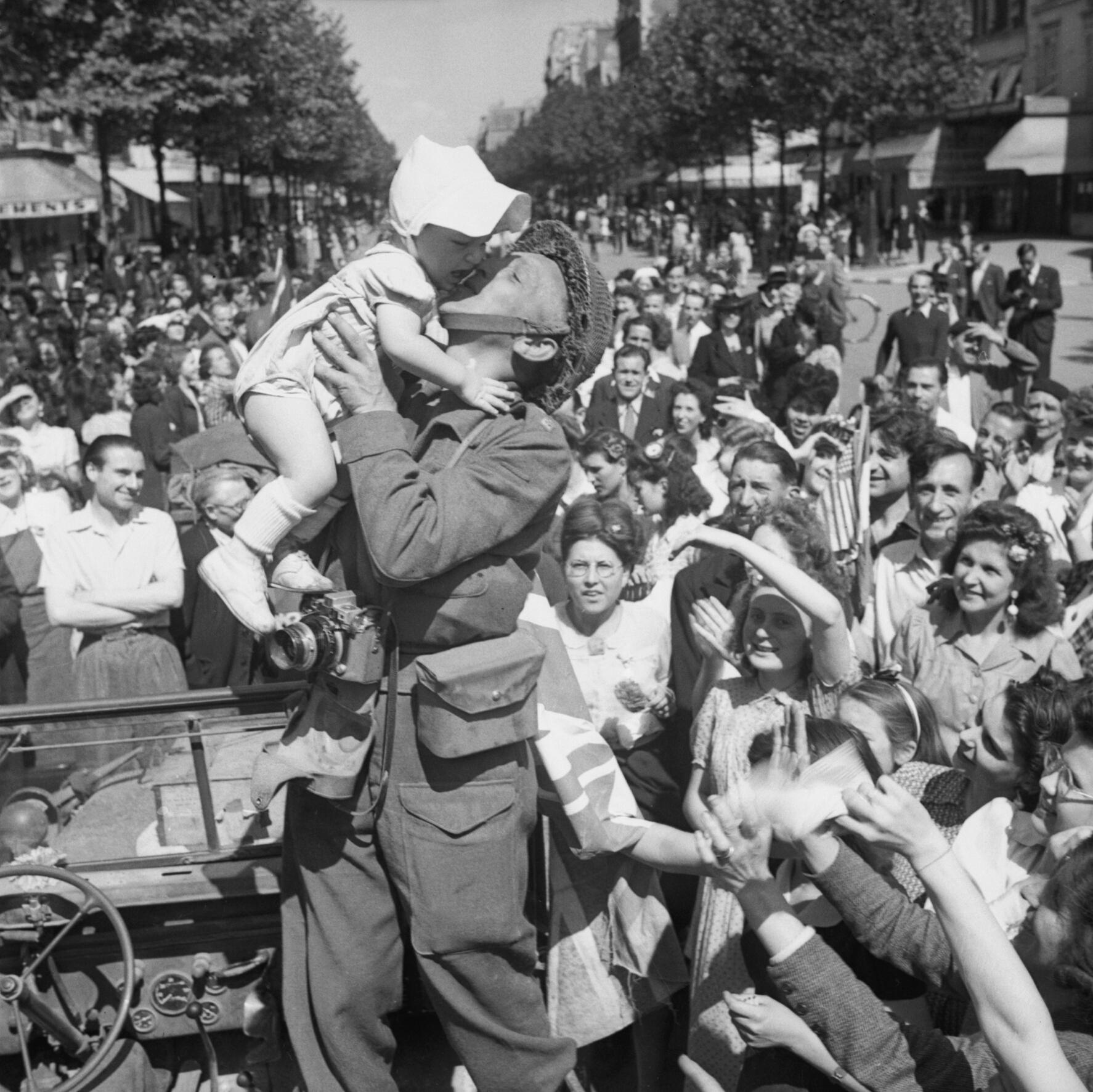
1944년 8월 26일, 파리에서 환호하는 군중 앞에서 한 영국 AFPU 사진사가 어린 아이에게 키스하고 있다.
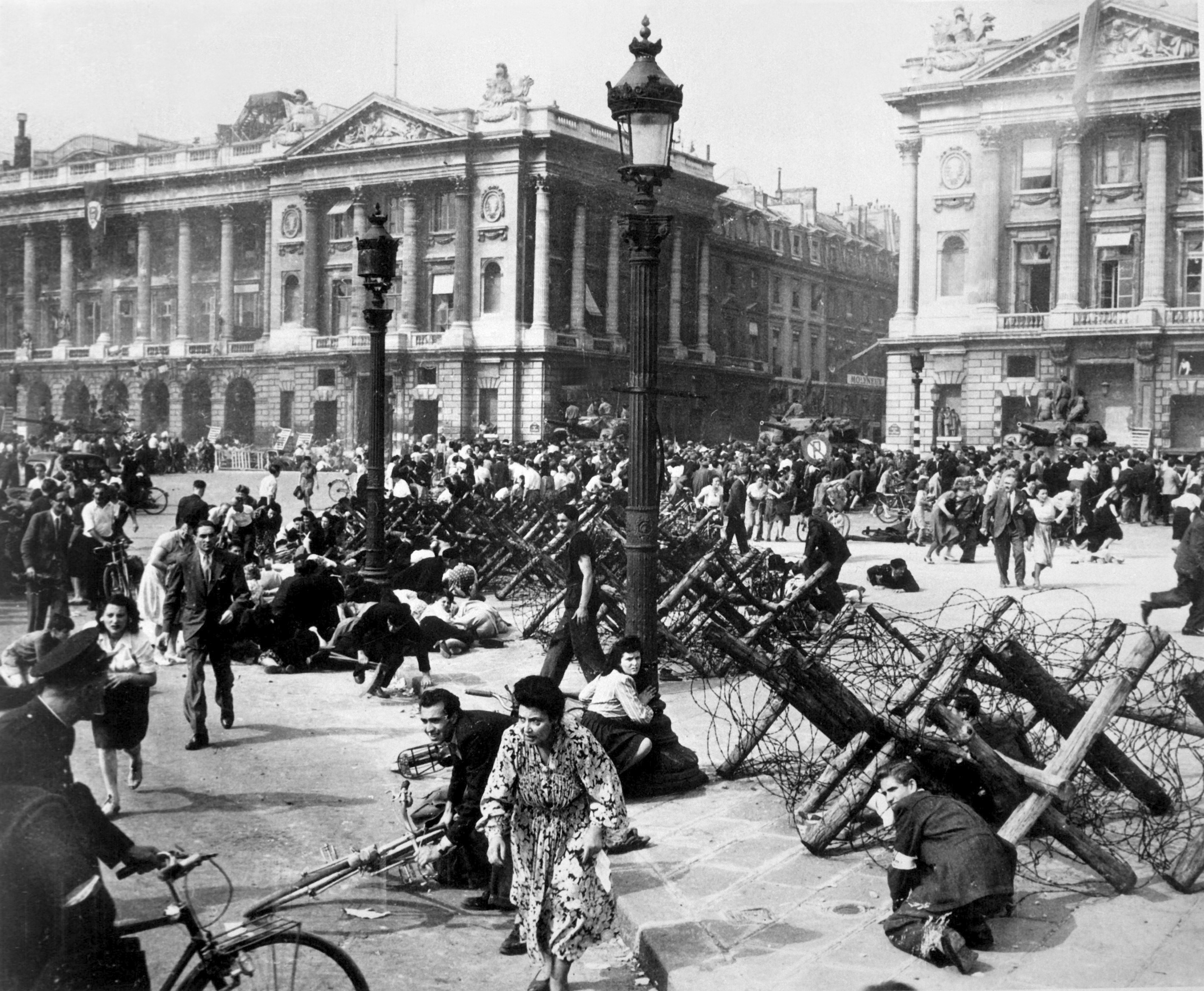
8월 26일 연합군 병력이 파리에 진입하자, 콩코르드 광장에서 축하하던 파리 시민들이 남아있는 독일군 저격수들의 총격에 흩어져 숨고 있다.
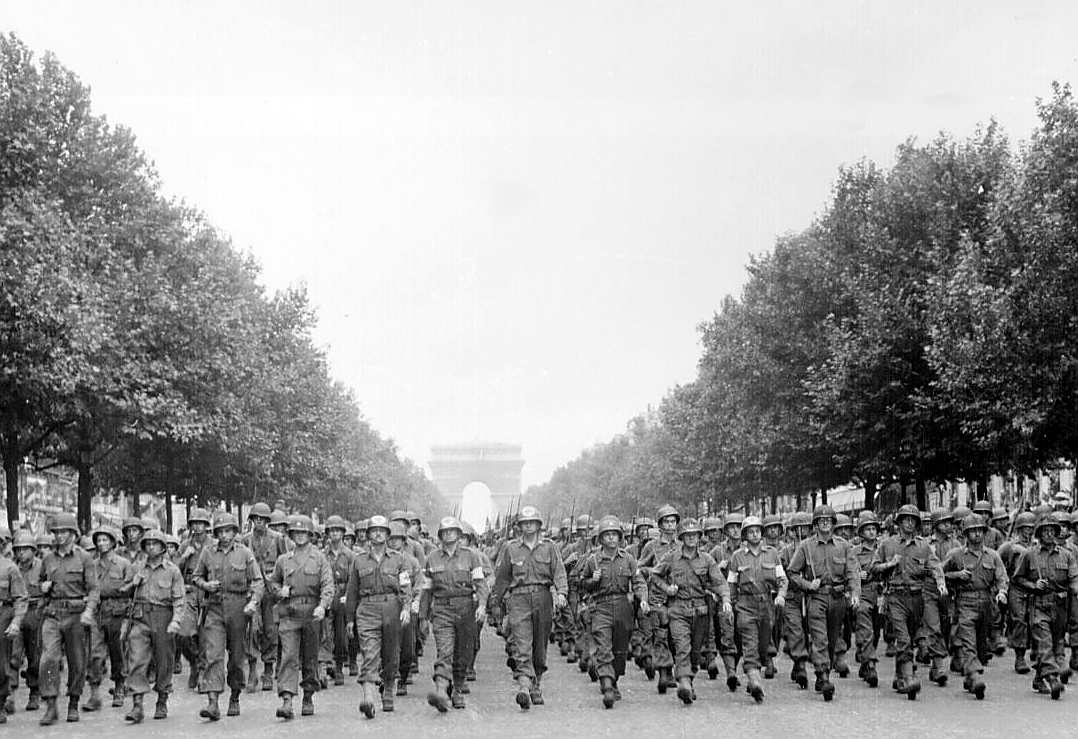
1944년 8월 29일 "승리의 날" 퍼레이드에서 샹젤리제 거리를 행진하는 미국 제28보병사단.
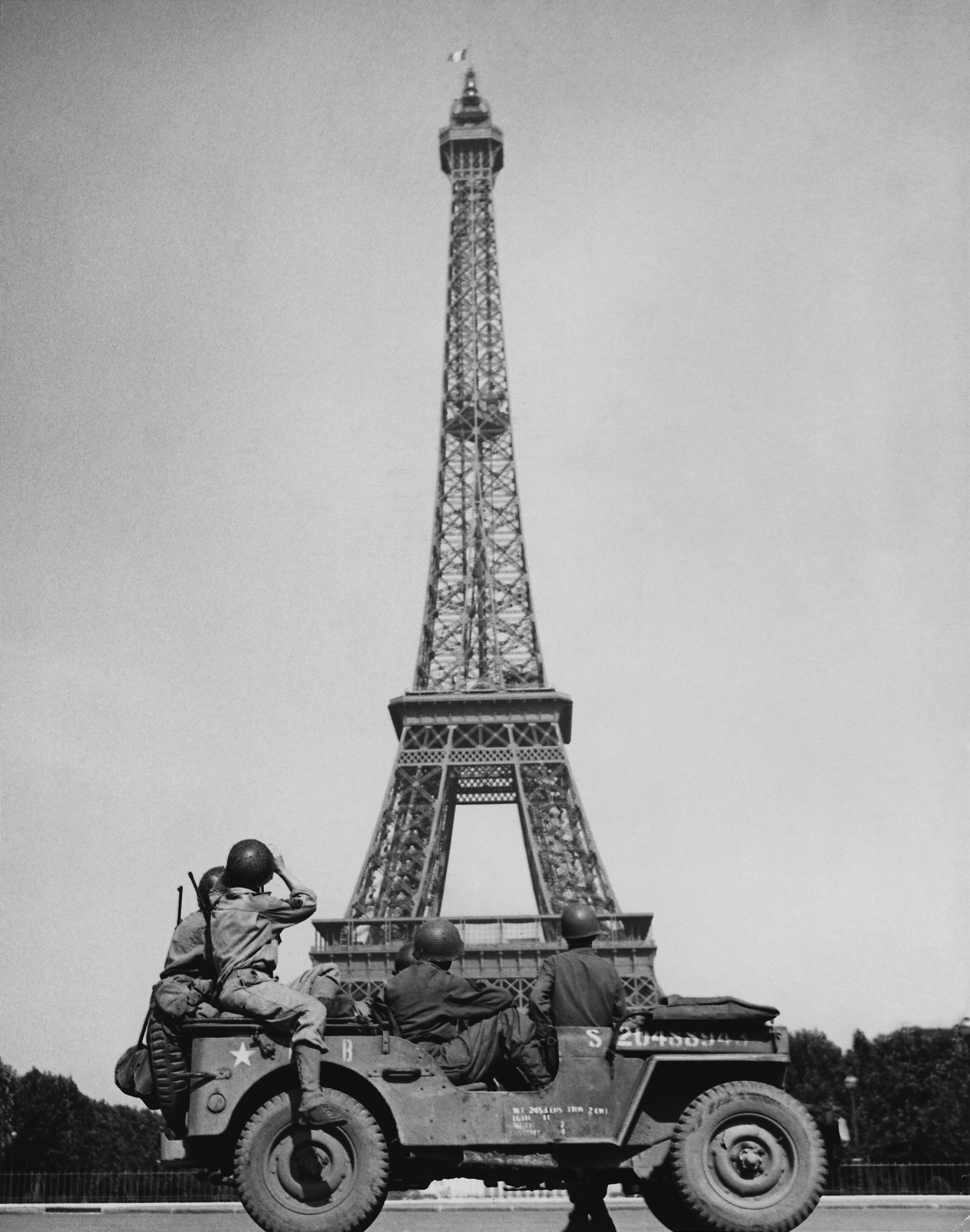
에펠탑에 휘날리는 프랑스 삼색기를 바라보는 미군 병사들.

8월 29일, 전날 밤 불로뉴 숲에 집결했던 미국 육군 제28보병사단은 오슈 거리를 따라 에투알 개선문까지 24명씩 대열을 이루어 행진한 후 샹젤리제 거리를 따라 내려갔다. 기뻐하는 군중은 "프랑스 수도 북동쪽에 할당된 공격 위치로 향하는" 모든 사단 병력과 차량이 파리를 통과할 때 미군을 환영했다.

### 식량 위기
해방은 진행 중이었지만, 파리의 식량이 날마다 부족해지고 있다는 것이 분명해졌다. 프랑스 철도망은 연합군의 폭격으로 대부분 파괴되었기 때문에 식량을 공급하는 것이 문제가 되었고, 특히 독일군이 파리의 자원을 자신들을 위해 강탈했기 때문에 더욱 그러했다. 연합군은 파리를 다시 자립시키는 것이 필요하다는 것을 깨달았고, 식량 수송대가 가능한 한 빨리 수도에 도착하도록 계획을 추진했다. 또한 주변 마을과 마을에는 가능한 한 많은 식량을 파리에 공급해 달라고 요청했다. SHAEF의 민정 부서는 군사 작전에 지장을 주지 않는 선에서 하루 최대 2,400 쇼트톤 (2,200 t)의 식량 수입을 승인했다. '비브르 푸르 파리(Vivres Pour Paris)'라는 이름의 영국 식량 수송대가 8월 29일에 진입했고, 미군 보급품은 오를레앙 공항을 통해 공수된 후 육로로 운송되었다. 또한 영국군이 하루에 500500 쇼트톤 (450 t)을, 미군이 추가로 500500 쇼트톤 (450 t)을 공급했다. 파리 외곽의 프랑스 민간인들이 현지 자원을 공급하는 것과 함께, 식량 위기는 10일 이내에 극복되었다.

## 여파

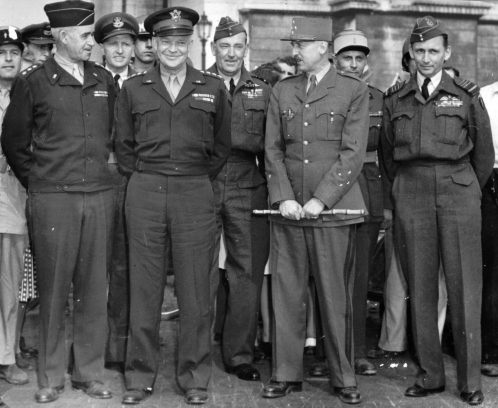
오마 브래들리 장군, 드와이트 D. 아이젠하워, 마리피에르 쾨니히 장군, 그리고 아서 테더 공군 원수, 1944년 파리

파리 전투에서 약 800명에서 1,000명의 레지스탕스 대원들이 전사하고 1,500명이 부상당한 것으로 추정된다.
제2기갑사단은 사망 71명, 부상 225명의 피해를 입었다. 물적 손실은 전차 35대, 자주포 6대, 차량 111대로, 역사가 자크 모르달에 따르면 "기갑사단으로서는 상당히 높은 손실률"이었다.
콜티츠는 다른 고위 독일군 장교들과 함께 런던 근처의 트렌트 파크에서 남은 전쟁 기간 동안 수용되었다. 1950년에 처음 출판된 그의 회고록 『파리는 불타고 있는가?』(Brennt Paris?)에서 콜티츠는 자신을 파리의 구원자라고 묘사하지만, 일부 역사가들은 그가 도시 통제력을 잃었고 히틀러의 명령을 수행할 수단이 없었던 경우에 더 가깝다고 본다. 그에게 어떤 구체적인 혐의도 제기되지 않았으며, 1947년에 석방되었다.
파리 봉기는 새로 수립된 자유 프랑스 정부와 그 수장인 샤를 드골에게 충분한 명성과 권위를 부여하여 임시 프랑스 공화국을 수립하게 했다. 이는 몰락한 비시 정권(1940–1944)을 대체하고 드골주의자, 민족주의자, 공산주의자, 무정부주의자들을 새로운 "국민적 단합" 정부로 끌어들여 정치적으로 분열된 프랑스 레지스탕스를 통합했다.
드골은 해방에서 프랑스인의 역할을 강조했다. 그는 프랑스 국민이 베네룩스 국가와 독일로 진격함으로써 "전쟁의 의무"를 다해야 한다고 강조했다. 그는 프랑스가 1945년 독일과 일본에서 수립될 연합군 점령지 군사 정부 위협과 같은 군사 통치와 새로운 헌법 부과를 피하고 "승리자" 중 하나가 되기를 원했다.
파리는 해방되었지만 프랑스의 다른 지역에서는 여전히 격렬한 전투가 벌어지고 있었다. 프랑스 남부에서 성공한 용기병 작전이 8월 15일부터 9월 14일까지 보주 산맥 남서부 지역까지 확장되면서, 국토의 상당 부분이 여전히 점령되어 있었다. 1944년 마지막 달부터 1945년 초까지 프랑스 동부의 알자스와 로렌에서 전투가 계속되었다.

### 법적 숙청
돌격대지도자 조셉 다르낭이 설립한 준군사조직으로, 게슈타포와 함께 레지스탕스를 사냥했던 민병대에 연루된 여러 비시 정권 충성파들은 해방 후 '에퓨라시옹 레갈'(법적 숙청)로 알려진 숙청으로 수감되었다. 일부는 재판 없이 처형되었다. 독일군과의 성관계 의혹으로 '수평적 협력' 혐의를 받은 여성들은 체포되어 머리를 밀리고 공개적으로 전시되었으며, 때로는 폭도들에게 폭행당하도록 허용되기도 했다.
8월 17일, 독일군은 피에르 라발을 벨포르로 데려갔다. 8월 20일, 독일군의 군사 호위 하에 필리프 페탱 원수는 강제로 벨포르로 이송되었고, 9월 7일에는 독일의 지크마링겐 봉쇄로 옮겨졌다. 그곳에서 그의 추종자 1,000명(이 중 루이페르디낭 셀린 포함)이 그와 합류했다. 그들은 지크마링겐 정부를 수립하고 드골의 프랑스 공화국 임시정부의 정당성에 이의를 제기했다. 강제 이송에 대한 항의의 표시로 페탱은 취임을 거부했고, 결국 페르낭 드 브리농으로 교체되었다. 비시 망명정부는 1945년 4월에 해체되었다.

## 유산

### 해방 기념일
2004년 8월 25일, 파리 해방 60주년을 기념하여 1944년 8월 26일과 29일의 퍼레이드를 연상시키는 두 번의 군사 퍼레이드가 열렸다. 하나는 제2기갑사단을, 다른 하나는 미국 제4보병사단을 기념하는 퍼레이드로, 당시의 장갑차량이 등장했다. 상원의 주최로 뤽상부르 공원에서는 재즈 콘서트와 대중 춤이 열렸다. 같은 행사에서 스페인의 공헌에 대한 경의도 표해졌는데, 이는 60년 만에 처음 있는 일이었다. 파리 시장 베르트랑 들라노에는 생존한 스페인 참전 용사들, 스페인 상원 의장 하비에르 로호, 스페인 정치인 대표단이 참석한 가운데 센 강변 케 앙리 4세에 기념 명판을 세웠다.
2014년 8월 25일, 1944년 8월 전투에서 전사한 전투원들을 기리기 위해 뤽상부르궁 근처의 생미셸 대로와 인접한 거리에 명판이 설치되었다. 바스티유 광장을 포함한 프랑스 수도의 모든 지역에서 길거리 춤이 있었고, 저녁에는 오텔 드 빌 광장에서 빛과 소리 쇼와 춤이 열렸다.
2019년 8월 25일, 파리 해방을 기념하는 많은 행사들이 "라 누베"의 스페인 군인들의 역할에 초점을 맞추었다. 안 이달고 파리 시장은 스페인 공화주의 참전 용사들의 후손으로서, 프레스코화 제막식에서 프랑스 역사의 이 장을 인정하는 데 너무 오랜 시간이 걸렸다고 강조했다.

### 해방 순교자들을 위한 경의

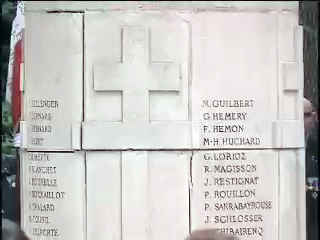
35인의 순교자 벽, 불로뉴 숲

2007년 5월 16일, 프랑스 제5공화국 대통령으로 당선된 니콜라 사르코지는 1944년 8월 16일 독일군에 의해 처형된 프랑스 레지스탕스 순교자 35명을 기리는 추모식을 개최했다. 프랑스 역사가 막스 갈로는 불로뉴 숲에서 일어난 사건들을 설명했고, 파리의 한 여학생은 17세 프랑스 레지스탕스 대원 기 모케의 마지막 편지를 낭독했다. 연설에서 사르코지는 이 편지가 프랑스 모든 학교에서 저항 정신을 기억하기 위해 낭독될 것이라고 발표했다. 연설 후, 프랑스 공화국 수비대 합창단은 프랑스 레지스탕스 찬가인 "르 샹 데 파르티장"("파르티잔의 노래")을 부르며 추모식을 마쳤다. 이 행사를 계기로 새 대통령은 프랑스-독일 화해의 상징으로 앙겔라 메르켈 독일 총리를 만나기 위해 베를린으로 향했다.

## 대중문화에서

### 파리 해방
《파리 해방》(원제: L'Insurrection Nationale inséparable de la Libération Nationale, "민족 해방과 불가분의 관계에 있는 민족 봉기")은 8월 16일부터 27일까지 프랑스 레지스탕스가 비밀리에 촬영한 30분짜리 단편 다큐멘터리 영화이다. 이 영화는 9월 1일 프랑스 극장에서 개봉되었다.

### 우편 자료

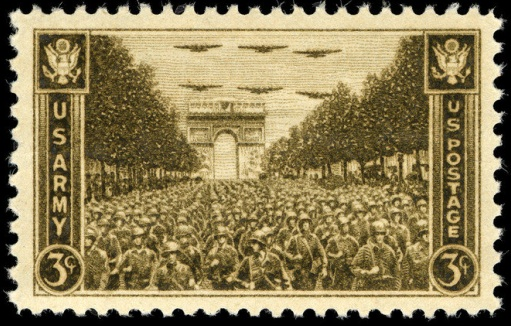
1945년 미군 발행 3센트 우표. 파리의 개선문과 행진하는 미 육군 병사들, 그리고 미 육군 공군 비행기가 그려져 있다.

1945년 9월 8일, 미국 우체국은 독일군으로부터 파리 해방을 기념하는 3센트 우표를 발행했다. 초일 커버에는 루덴도르프교와 그 점령을 묘사한 이미지가 그려져 있었다. 니카라과, 가이아나, 미크로네시아, 마셜 제도 공화국 등 다른 국가들도 이 다리의 점령을 기념하는 우표를 발행했다.

### 필모그래피
- 파리 해방 흑백 영화 (1944)
- 파리 해방 컬러 영화 (1944년) 조지 스티븐스 감독. 도시의 마지막 총격전, 드골의 승리적인 도착, 거리에서 체포된 독일군, 그리고 승리 퍼레이드를 보여준다.[38]
- 파리는 불타고 있는가? (1966)
- 디플로머시 (2014)

## 같이 보기
- 프랑스 해방
- 제2차 세계 대전 중 프랑스의 군사사
- 제2차 세계 대전 기간의 파리
- 프라하 봉기
- 바르샤바 봉기

## 참고 문헌
1. 1 2  "Libération de Paris [Liberation of Paris]" 보관됨 19 3월 2009 - 웨이백 머신 (in French). (PDF format).
2. ↑  "The Lost Evidence – Liberation of Paris". 히스토리.
3. ↑  "Les Cahiers Multimédias: Il y a 60 ans : la Libération de Paris" 보관됨 14 10월 2007 - 웨이백 머신 (in French). Gérard Conreur/Mémorial du Maréchal Leclerc et de la Libération de Paris. 라디오 프랑스. 2004년 7월 6일.
4. 1 2  “1944: August 25: Paris is liberated after four years of Nazi occupation”. History.com.
5. ↑  Collins, Larry; Lapierre, Dominique (1965). 《Is Paris Burning?》. Simon and Schuster. 19-20쪽.
6. ↑  Robertson, Charles L. (2011). 《When Roosevelt Planned to Govern France》. University of Massachusetts Press. ISBN 978-1-55849-881-5.
7. ↑  “Archived copy” (PDF). 2009년 3월 27일에 원본 문서 (PDF)에서 보존된 문서. 2007년 7월 7일에 확인함. (PDF format). Pantin official website.
8. ↑   (PDF format). Pantin official website.
9. ↑  "Allocution du Président de la République lors de la cérémonie d'hommage aux martyrs du Bois de Boulogne" (in French), President Nicolas Sarkozy, French Presidency official website, 16 May 2007.
10. ↑  Taittinger, Pierre (1946). ... et Paris ne fut pas détruit (... And Paris Was Not Destroyed) 보관됨 6 12월 2022 - 웨이백 머신 (in French). L'Élan.
11. ↑  Wird Paris vernichtet? (Will Paris Be Destroyed?) 보관됨 29 9월 2007 - 웨이백 머신 (in German), a documentary by Michael Busse and Maria-Rosa Bobbi, 아르테/WDR/프랑스 3/TSR. 2004년 8월.
12. ↑  Celaya, Diego Gaspar (2011년 12월 15일). 《Portrait d'oubliés. L'engagement des Espagnols dans les Forces françaises libres, 1940–1945》. 《Revue historique des armées》 (프랑스어). 46–55쪽. ISSN 0035-3299.
13. ↑  Rosbottom, Ronald C. (2014년 8월 24일). “Who Liberated Paris in August 1944?”. 《The Daily Beast》.
14. ↑  Catherine Vialle, Je me souviens du 13e arrondissement, éditions Parigramme, 1995, p. 99.
15. ↑  Collins, Larry; Lapierre, Dominique (1991). 《Is Paris Burning?》. 그랜드 센트럴 퍼블리싱. 271–274쪽. ISBN 978-0-446-39225-9.  (Available at 인터넷 아카이브)
16. ↑  Argyle, Ray (2014). 《The Paris Game: Charles de Gaulle, the Liberation of Paris, and the Gamble that Won France》. Dundurn. 223쪽. ISBN 978-1-4597-2288-0.
17. ↑  Rankin, Nicholas (2011). 《Ian Fleming's Commandos: The Story of the Legendary 30 Assault Unit》. Oxford University Press. 259–263쪽. ISBN 978-0-19-978290-1.
18. ↑  Citation needed
19. ↑  “La Libération de Paris, victoire militaire et politique des Français” [파리 해방, 프랑스군의 군사적 정치적 승리]. 《Gouvernement.fr》 (프랑스어). 프랑스 공화국. 2023년 9월 1일에 확인함.
20. ↑  “25 août 1944, "Paris outragé! Paris brisé!...Mais Paris libéré!"” [1944년 8월 25일: "모욕당한 파리! 부서진 파리!...그러나 해방된 파리!"]. 《프랑스 국립 시청각 연구소》 (프랑스어). 2019년 8월 23일. 2023년 9월 1일에 확인함.
21. ↑  Thomson, Mike (2009년 4월 6일). “Paris liberation made 'whites only'”. 《BBC 뉴스》. 2025년 2월 17일에 확인함.
22. ↑  Riding, Alan (1994년 8월 26일). “Paris Journal; 50 Years After the Liberation, France Toasts Itself”. 《뉴욕 타임스》. 2023년 9월 3일에 확인함.
23. ↑  《France 98: Nuit de fête sur les Champs-Elysées après la victoire (Archive INA)》 [프랑스 98: 승리 후 샹젤리제 거리의 축하의 밤 (INA 아카이브)] (YouTube video) (프랑스어). 프랑스 국립 시청각 연구소. 1998년 7월 13일. 2023년 7월 20일에 확인함.
24. ↑  “75th Anniversary of the Liberation of Paris”. 《AP Photos》 (미국 영어). 2019년 8월 22일. 2023년 2월 25일에 확인함.
25. ↑  Stanton, Shelby L. (Captain U.S. Army, Retired), World War II Order of Battle, The encyclopedic reference to all U.S. Army ground force units from battalion through division, 1939–1945, Galahad Books, New York, 1991, p. 105. ISBN 0-88365-775-9.
26. ↑  Coles, Harry Lewis; Weinberg, Albert Katz (1964). 《Civil Affairs: Soldiers Become Governors》 (PDF). United States Army in World War II: Special Studies. Office of the Chief of Military History, Department of the Army. 774–775쪽. 2012년 9월 27일에 원본 문서 (PDF)에서 보존된 문서. 2019년 5월 22일에 확인함.
27. ↑  Thorton, Willis (1962). 《The Liberation of Paris – Google Books》. 2011년 8월 30일에 확인함.
28. ↑  Mordal, Jacques (1964). La Bataille de France 1944–1945 보관됨 13 6월 2007 - 웨이백 머신, Arthaud.
29. ↑  Choltitz, von, Dietrich (1950). 《Brennt Paris? Adolf Hitler ... Tatsachenbericht d. letzten deutschen Befehlshabers in Paris》 [파리의 마지막 독일군 사령관의 사실 보고] (독일어). Mannheim: UNA Weltbücherei. OCLC 1183798630.
30. 1 2  “1944–1946: 해방” (프랑스어). 샤를 드골 재단 공식 웹사이트. 2007년 6월 15일. 2007년 6월 15일에 원본 문서에서 보존된 문서.
31. ↑  “60ème Anniversaire de la Libération – La Libération de Paris – Sénat”. 2022년 3월 19일에 원본 문서에서 보존된 문서. 2015년 8월 23일에 확인함.
32. ↑  “라 프리즈 뒤 세나 – 라 리베라시옹 드 파리”.
33. ↑  “오텔 드 빌 광장에서 열리는 파리 해방 70주년 기념 무도회”.
34. ↑  “파리 해방: 도시가 스페인 전투원들을 기념한다”. 《르 푸앵》. 2019년 8월 25일.
35. ↑  President Nicolas Sarkozy's speech (English). French Presidency official website, 16 May 2007.
36. ↑  Max Gallo's ceremony (video), French Presidency official website, 16 May 2007.
37. ↑  “Ponts et batailles de la seconde guerre mondiale” (프랑스어). 2015년 4월 5일에 확인함.
38. ↑  “조지 스티븐스의 제2차 세계 대전 영상”. 《인터넷 영화 데이터베이스》.

내용주
1. ↑  비시 프랑스는 1944년 9월 7일 독일 지크마링겐 봉쇄로 옮겨졌고 1945년 4월에 해체되었다.

## 추가 자료
- Argyle, Ray. The Paris Game: Charles de Gaulle, the Liberation of Paris, and the Gamble that Won France (Dundurn, 2014); online review.
- Bishop, Cécile. "Photography, Race and Invisibility: The Liberation of Paris, in Black and White." Photographies 11.2–3 (2018): 193–213; most of De Gaulle's troops were Africans. online
- Blumenson, Martin. "Politics and the Military in the Liberation of Paris." Parameters 28.2 (1998): 4+ online.
- Blumenson, Martin. Breakout and Pursuit, in the series "United States Army in World War II: The European Theater of Operations" (Washington: US Army, Office of the Chief of Military History, 1963) online
- Cobb, Matthew. Eleven days in August : the liberation of Paris in 1944 (2014) online
- Clark, Catherine E. "Capturing the moment, picturing history: photographs of the liberation of Paris." American Historical Review 121.3 (2016): 824–860.
- Keegan, John. Six Armies In Normandy: From D-Day to the Liberation of Paris June 6th–August 25th, 1944 (Random House, 2011). online
- Keith, Susan. "Collective memory and the end of occupation: Remembering (and forgetting) the liberation of Paris in images." Visual Communication Quarterly 17.3 (2010): 134–146.
- Smith, Jean Edward. The Liberation of Paris: How Eisenhower, De Gaulle, and Von Choltitz Saved the City of Light (Simon & Schuster, 2020) excerpt, by a leading scholar.
- Thornton, Willis. "The Liberation of Paris." History Today (Dec 1959) 9#12 pp 800–811.
- Thornton, Willis. The Liberation of Paris (Harcourt, Brace and World, 1962), scholarly book.
- Tucker-Jones, Anthony. Operation Dragoon: The Liberation of Southern France, 1944 (Casemate Publishers, 2010).
- Zaloga, Steven J. Liberation of Paris 1944: Patton's race for the Seine (Bloomsbury, 2011).